# Џем Кенар
Џем Кенар ( Лос Анђелес, Калифорнија, 11. октобар 1990. ) је турски филмски и телевизијски глумац.

## Биографија
Џем Кенар је рођен у Калифорнији 11. октобра 1990. године. Његово пуно име је Џем Анил Кенар. Након што је дипломирао у средњој школи Др Ридван Еге Анатолиан, дипломирао је на одсеку за пословну администрацију на Блискоисточном техничком универзитету 2013. године. Од 2013. до 2014. године похађао је пословну администрацију Универзитета Бингхамтон у Њујорку. Говори течно енглески. Лиценцирани је спортиста МЕТУ тениског клуба и боксерског удружења. Такође се интересује за мачевање и амерички фудбал у МЕТУ. Прво глумачко искуство имао је 2015. године у серији "Песма живота", а затим се појавио у серији "Кехрибар".

## Каријера

### 2016-2017Песма живота
Ово је прича о девојци која чини немогуће да би била са особом коју воли. Нажалост, он то не примећује одмах и нема осећања према њој. Џемова улога није толико упечатљива у овој серији, али је веома битна за његову каријеру јер је ово његова прва улога. Он глуми младог Кају који је заљубљен у прелепу Мелек. Од 57 епизода које серија садржи он се појављује у 21 епизоди.

### 2016Кехрибар
Серија говори о животу насилника Орхана Јаримџалија. Ово серија садржи 15 епизода и Џем се појављује у свих 15. Ова улога му је доста запаженија у односу на његову прву улогу у серији "Песма живота". Нека имена која су такође позната јавности а појављују се у овој серији јесу: Ајча Варлиер, Неџип Мемили и Озге Оздер.

### 2018-2019Сен анлат Карадениз
Серија прича о девојци по имену Нефес која је била приморана да се уда за Ведата који ју је злостављао и мучио. Она једнога дана одлучује да поводе сина и да побегне у камиону једног од партнера свог мужа који се зове Тахир Калели. Поред Тахира веома битна улога јесте и улога Џема Кенара. Он глуми Мурата Калелија. Ова серија има 64 епизоде и Џем глуми у свим епизодама. Поред Џема битна имена која се такође појављују у серији су: Ирем Хелваџиоглу, Улас Туна Астепе и Ојку Гурман.

### 2021Ада масали
Укрштају се путеви Хазиран, градске пословне жене и Појраза, згодног и услужног младића са острва Ластавица. Љубав која ће настати из несугласица њих двоје са супротним ликовима. Џем у серији глуми Хазираниног пословног партнера Хакана, који долази за њом на острво да би јој покварио све планове. Ова серија има 25 епизода али се Џем појављује само у 9 епизода.

## Награде
Џем за сада није добио ниједну значајну награду, али серије у којима је он глумио освојиле су све најпрестижније награде које постоје у Турској. Серија Сен анлат Карадениз освојила је чак 4 награде Алтин Келебека.